# Gerygone tenebrosa
Gerygone tenebrosa é uma espécie de ave da família Pardalotidae.
É endémica da Austrália.
Os seus habitats naturais são: florestas de mangal tropicais ou subtropicais.